# Lobouga
Lobouga est une commune rurale située dans le département de Founzan de la province de Tuy dans la région des Hauts-Bassins au Burkina Faso.

## Géographie
Lobouga se trouve à 7 km à l'est de Founzan (et de la route nationale 12) et à 3 km à l'ouest de Kouloho dans le nord-est du département.

## Santé et éducation
Le centre de soins le plus proche de Lobouga est le centre de santé et de promotion sociale (CSPS) de Kouloho.